# Saint-Amans-Soult
Saint-Amans-Soult – miejscowość i gmina we Francji, w regionie Oksytania, w departamencie Tarn.
Według danych na rok 1990 gminę zamieszkiwało 1677 osób, a gęstość zaludnienia wynosiła 67 osób/km² (wśród 3020 gmin regionu Midi-Pireneje Saint-Amans-Soult plasuje się na 211. miejscu pod względem liczby ludności, natomiast pod względem powierzchni na miejscu 411.).